# (2280) Kounikov
(2280) Kounikov est un astéroïde de la ceinture principale.

## Description
(2280) Kounikov est un astéroïde de la ceinture principale. Il fut découvert le 26 septembre 1971 à Naoutchnyï par Tamara Smirnova. Il présente une orbite caractérisée par un demi-grand axe de 2,18 UA, une excentricité de 0,14 et une inclinaison de 3,6° par rapport à l'écliptique.

## Satellite
Un satellite lui a été découvert grâce à des observations photométriques effectuées entre le 4 décembre 2023 et le 18 février 2024. Le diamètre de ce compagnon serait au moins 87 % de celui de l'objet primaire. Le satellite ferait le tour de son primaire en 21,479 ± 0,003 heures. La rotation des deux composantes du système serait synchronisée avec leur mouvement orbital relatif.

## Compléments